# São João da Mata
São João da Mata là một đô thị thuộc bang Minas Gerais, Brasil. Đô thị này có diện tích 120,5 km², dân số năm 2007 là 2858 người, mật độ 24,1 người/km².